# Cynoglossus trulla
Cynoglossus trulla is een straalvinnige vissensoort uit de familie van hondstongen (Cynoglossidae). De wetenschappelijke naam van de soort is voor het eerst geldig gepubliceerd in 1849 door Cantor.